# گمینا کامینگ (استان پودکارپاتسکیه)
گمینا کامینگ (استان پودکارپاتسکیه) (به لهستانی:  Gmina Kamień) یک گمینا در لهستان است که در شهرستان ژشوف واقع شده‌است. گمینا کامینگ ۷۳٫۲۱ کیلومتر مربع مساحت و ۶٬۸۷۹ نفر جمعیت دارد.